# 马赛码头大厦

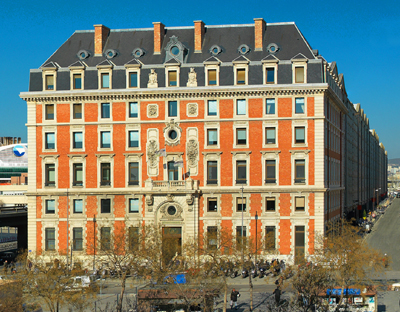
管理大楼

马赛码头大厦（Les Docks de Marseille）是法国马赛若利耶特商务区心脏的历史建筑。

## 历史
1858-1864年，马赛码头仓库公司建造马赛码头大厦，包括4个带院子的仓库以及管理大楼（Hôtel de Direction），用于储存纸张和小麦。
1991年，房地产公司SARI买下了马赛码头大厦，将仓库改建为写字楼，包括维护砖拱，扩大窗户，中庭替换为玻璃屋顶，以及增加内部的中央街道。现在有220家公司入驻，雇用大约3500人。内部设有各类企业总部，区域分公司，餐厅和服务业。